# Giro d’Oro
Der Giro d’Oro war ein italienisches Eintagesrennen im Radsport, welches bis zum Jahr 2008 ausgetragen wurde.
Der im Trentino ausgetragene Halbklassiker wurde 1983 erstmals veranstaltet. Rekordsieger ist Damiano Cunego, der das Rennen als einziger Fahrer zweimal für sich entscheiden konnte. Das Rennen gehörte zuletzt zur UCI Europe Tour und war in die Kategorie 1.1 eingestuft.

## Siegerliste
| - 1983 Ezio Moroni - 1984 Luciano Godio - 1985 Paolo Dalbianco - 1986 Pierluigi Berzotelli - 1987 Federico Longo - 1988 Stefano Dalla Pozza - 1989 Igor Tramanin - 1990 Carlo Benigni - 1991 Sergio Barbero | - 1992 Fauso Dotti - 1993 Mauro Bettin - 1994 Roberto Dal Sie - 1995 Davide Casarotto - 1996 Emiliano Murtas - 1997 Michele Favaron - 1998 Angelo Citracca - 1999 Milan Kadlec - 2000 Alessandro Baronti | - 2001 Oscar Borlini - 2002 Damiano Cunego - 2003 Dave Bruylandts - 2004 Jure Golčer - 2005 Luca Mazzanti - 2006 Damiano Cunego (2) - 2007 Dainius Kairelis - 2008 Gabriele Bosisio - 2009 nicht ausgetragen |